# Tylos maindronii
Tylos maindronii is een pissebed uit de familie Tylidae. De wetenschappelijke naam van de soort is voor het eerst geldig gepubliceerd in 1954 door Soika.